# صوفيا يسوع المسيح
صوفيا يسوع المسيح أو حكمة يسوع المسيح ,بالانكيلزية(Sophia of Jesus Christ) صوفيا يسوع المسيح هو نص من مكتبة نجع حمادي، وهو كنز من النصوص الغنوصية التي تم اكتشافها في مصر عام 1945.

## محتوه
ومن المرجح أن تُفهم كلمة "صوفيا" هنا على أنها "حكمة"، حيث يدعي هذا النص أنها محادثة بين يسوع وتلاميذه. حيث يزودهم يسوع بالحكمة الخفية، مثل الكثير من الأمثلة الغنوصية الأخرى التي تقدر المعرفة السرية الباطنية باعتبارها الآلية التي من خلالها يمكن للمرء الهروب من الجسد المادي الساقط.

## سبب كتابة
يؤكد العلماء أن رسالة أوغنوستوس المباركة كانت موجهة إلى جمهور واحد وأن صوفيا يسوع المسيح كانت موجهة إلى مجموعة مختلفة، ربما من الغنوصيين غير المسيحيين الذين كانوا على دراية بأوجنوستوس بالفعل ولكن المسيحية كانت بالنسبة لهم شيئًا جديدًا.

## وصلات خارجية
- قراءة نصوص صوفيا يسوع المسيح

## انظر ايضا
- الغنوصية